# 王鍾彥
王鍾彥（？—1644年），字粲伯，松江府華亭縣人，明末政治人物。王明時之孫。

## 生平
天啟七年（1627年）丁卯科舉人，以講授自給。為人孝順，以母老，乞署學職，任長洲縣教諭，入為國子監博士。
踰年，遷工部主事，轉員外郎。崇禎十七年（1644年）三月，李自成大軍迫京師，鍾彥分守彰儀門，守將開門投降。王鍾彥被執，不屈而死。其生前清廉，友人為其收殮，又八年始得葬。乾隆四十一年，賜諡忠節。